# ريتشارد شميد
ريتشارد شميد (بالإنجليزية: Richard Schmid)‏ هو رسام أمريكي، ولد في 1934 في شيكاغو في الولايات المتحدة.